# Trzęsienie ziemi w Junnanie (2011)
Trzęsienie ziemi w prowincji Junnan w 2011 roku – trzęsienie ziemi o magnitudzie 5,4 stopnia w skali Richtera, które nawiedziło pogranicze chińsko-birmańskie 10 marca 2011 r. o godzinie 11:28:17 czasu miejscowego, to jest o godzinie 04:58:17 UTC.

## Trzęsienie
Wstrząsy o magnitudzie 5,4 stopnia w skali Richtera miały swe epicentrum 2 km od centrum powiatu Yingjiang w prefekturze Dehong, w prowincji Junnan na południowym zachodzie Chin. Na terenie tym w ostatnim czasie dochodziło do wielu trzęsień ziemi. Również w ciągu dwóch miesięcy poprzedzających opisywane trzęsienie doszło do ok. 1000 mniejszych wstrząsów. Hipocentrum trzęsienia znajdowało się na głębokości 10 km. Według Agencji Informacyjnej Xinhua, doszło do 7 wstrząsów wtórnych, z których najsilniejszy miał magnitudę 4,7. Podała ona również, że blisko 1200 domów zawaliło się, a kolejne 17 500 zostało ciężko uszkodzone. Trzęsienie ziemi spowodowało również przerwy w dostawach prądu. Z zagrożonego rejonu ewakuowano 127 100 osób. Nie jest znana liczba ofiar w Birmie.

## Reakcja
Chińskie media podały, że władze chińskie wysłały w dotknięty region 1 tys. żołnierzy z 5 tys. namiotów i 10 tys. kołder. Czerwony Krzyż Makau zaoferował 200 tys. juanów jako pomoc dla poszkodowanych. Rząd chiński przeznaczył około 55 mln juanów na pomoc poszkodowanym, a Ministerstwo Finansów przydzieliło 50 mln juanów na odbudowę infrastruktury.